# 플래그십 스튜디오
플래그십 스튜디오(Flagship Studios)는 디아블로 시리즈를 제작한 블리자드 노스의 핵심 개발자들이 2003년 설립한 회사로 샌프란시스코에 위치해 있다. 최고경영자인 빌 로퍼는 "스타크래프트의 아버지"로 대한민국에서 널리 알려져 있다. 또한 데이빗 브레빅과 맥스 쉐퍼, 에릭 쉐퍼 등, 디아블로 시리즈를 만든 최고의 개발진들이 포진해 있다. 온라인 액션 롤플레잉 게임 헬게이트: 런던을 개발하고 있으며, 별도의 스튜디오인 플래그십 시애틀에서는 또 다른 롤플레잉 게임인 미소스를 개발하고 있다.